# Peter Lehmann (Winzer)
Peter Lehmann (* 18. August 1930 in Angaston; † 28. Juni 2013 in Adelaide) war ein australischer Unternehmer und Winzer.

## Familie und Kindheit
Peter Lehmann stammte aus einer Einwandererfamilie mit preußischen Wurzeln. Sein Vater war lutherischer Pastor. Er starb, als Peter Lehmann 14 Jahre alt war. Dieser beschloss mit 17 Jahren, die Schule zu verlassen, um bei der Kellerei Yalumba das Handwerk des Weinmachers zu lernen.

## Berufliche Laufbahn
Von 1947 an war Peter Lehmann über zehn Jahre bei Yalumba tätig und wurde einer der führenden Winemaker des Barossa Valley. Anfang der 1960er Jahre avancierte er zum chief winemaker von Saltram, einem der bedeutendsten und führenden Weingüter dieser Zeit. 1977 gab er diese Stelle auf und gründete zusammen mit seiner Frau Margaret im südaustralischen Barossa Valley das Weingut Masterton Barossa Vignerons. Dieses wurde im Jahr 1986 in Peter Lehmann Wines umbenannt und am 5. August 1993 offiziell als Aktiengesellschaft an der australischen Aktienbörse notiert. Im Jahr 2003 wurde das Weingut durch die Hess Family Estates des Schweizer Donald M. Hess aufgekauft, die Geschäftsführung blieb aber mit dem ältesten Sohn Doug in der Familie Lehmann.
2003, 2006 und 2008 wurde Peter Lemann Wines bei der International Wine & Spirit Competition (IWSC) als bester Erzeuger Australiens ausgezeichnet.
Die Weine Peter Lehmanns werden zu über 50 % exportiert (überwiegend in die USA, nach Großbritannien und Neuseeland).